# Plundered My Soul
«Plundered My Soul» — песня группы The Rolling Stones, она была выпущена бонусным треком на переиздании в 2010 году альбома Exile on Main St. 1992 года. Она стала первым синглом, выпущенным группой из новых записей, вышла ограниченным тиражом в независимых магазинах 17 апреля 2010 года в честь Дня музыкального магазина. Сингл добрался до 200 строчке на UK Singles Chart, второго номера на Billboard's Singles Sales и 42 позиции на Billboard's Airplay. Песня также достигла 15 позиции во французских чартах и продержалась там ровно неделю. Музыкальный видеоклип был снят Джонасом Оделлем.
На песне «Plundered My Soul» партия вокала Мика Джаггера и гитарные доработки Мика Тейлора были записаны в Лондоне в ноябре 2009.

## Участники записи
The Rolling Stones
- Мик Джаггер — вокал, акустическая гитара, перкуссия
- Мик Тейлор — соло-гитара,
- Кит Ричардс — ритм-гитара
- Чарли Уоттс — барабаны
- Билл Уаймен — бас-гитара

Приглашенные музыканты
- Ники Хопкинс — пиано, орган
- Бобби Кис — саксофон
- Лиза Фишер — бэк-вокал
- Кинди Мизелль — бэк-вокал

## Чарты
| Чарты (2010)                | Позиция |
| --------------------------- | ------- |
| Франция (SNEP)              | 15      |
| Нидерланды (Single Top 100) | 3       |
| Швеция (Sverigetopplistan)  | 27      |